# Alfred Marie-Jeanne
Alfred Marie-Jeanne (Rivière-Pilote, 1936) és un polític independentista martiniquès.

## Biografia

### Formació
Pertanyia a una família modesta, va fer estudis mitjans al Liceu Victor Schoelcher de Fort-de-France i es matriculà a l'Escola Normal, on es va graduar com a mestre. Després de treballar com a mestre va obtenir la plaça de professor d'economia a la Universitat d'Antilles-Guaiana. Posteriorment va obtenir la plaça de professor de matemàtiques al Col·legi Jacques Romain del seu municipi.

### Inicis en política
Es presentà per primer cop a les eleccions municipals de 1971 com a divers gauche, assolint l'alcaldia de Rivière-Pilote, càrrec que ocupà fins al 2000, i a les eleccions cantonals de 1973 fou escollit conseller general del cantó de Rivière-Pilote, càrrec que ocupà fins al 1997. A les eleccions legislatives franceses de 1973 va fer una aliança amb el Partit Progressista Martiniquès, però a la seva circumscripció no va passar a la segona volta per haver obtingut pocs vots. Poc després va fundar amb Garcin Malsa el moviment "La parole au peuple", amb un discurs nacionalista radical, que el 1978 transformà en Moviment Independentista Martiniquès.
El 1974 va adreçar una carta al candidat presidencial socialista François Mittérrand sobre les seves orientacions polítiques a Martinica: afirma que Martinica és una nació i reivindica el dret a l'autodeterminació, un memoràndum de la independència, relacions basades en la cooperació amb Europa i així successivament. Gràcies al seu carisma esdevindrà el líder indiscutible del nacionalisme a Martinica.

### La presidència martiniquesa
En els anys 90, Alfred Marie-Jeanne canvià l'estratègia i suavitzà la seva posició. El MIM decidí participar en les eleccions nacionals, en la gestió de la política local i va prendre part en el debat sobre la reunió d'oferta única ARU (l'Assemblea Regional Unificada), és a dir, un la fusió del Consell Regional i del Consell General. L'assemblea regional unificada que proposa estarà dotada de poders legislatius i reglamentaris. A les eleccions regionals de 1990 va obtenir 7 escons al Consell Regional, que augmentaren a 9 el 1992, i així fou nomenat vicepresident del Consell Regional. A les eleccions legislatives franceses de 1993 Alfred Marie-Jeanne va obtenir 17.912 vots, però fou derrotat pel candidat de la dreta, André Lesueur.
A les eleccions legislatives franceses de 1997 va ser elegit diputat de Martinica a l'Assemblea Nacional Francesa a la segona volta amb 28.916 vots (64,08%), i a les eleccions regionals franceses de 1998 el seu partit va obtenir el 24,6% dels vots i 13 escons al Consell Regional de Martinica. Això li va permetre ser elegit president del Consell gràcies als vots dels partits d'esquerra contra el candidat de la dreta, Pierre Petit. El 19 de desembre de 1999 va signar La declaració de Basse-Terre amb Antoine Karam i Lucette Michaux-Chevry, en la que reclamaven un estatut de regió autònoma per a Martinica, Guadalupe i Guaiana Francesa.
Entre octubre i novembre de 2000 llançà el Projecte Martinica que hauria de permetre a Martinica rebre un nou estatut de "regió d'Ultramar" (ROM) amb un règim un fiscal independent i seguretat social adaptada a les especificitats de l'illa. A les eleccions municipals de 2001 va intentar sense èxit de guanyar l'alcaldia de Fort-de-France, bastió històric del Partit Progressista Martiniquès, però no obstant això el MIM obtingué 10 regidors al consell municipal, el principal grup d'oposició. A les eleccions legislatives franceses de 2002 va rebre 16.194 vots a la segona ronda i va ser reelegit diputat per Martinica. A les eleccions regionals franceses de 2004 va ser triomfalment reelegit president del Consell Regional, on la llista « Patriotes » MIM - CNCP va obtenir 74.860 vots i 28 escons de 41 al Consell Regional, una còmoda majoria. Alfred Marie-Jeanne va anunciar diversos projectes prioritaris com el desenvolupament de banda ampla amb l'ADSL, la remediació dels sòls agrícoles infectats per pesticides i la construcció d'un institut de professionals de l'esport.
El maig de 2006, sis anys després del "Projecte Martinica", Alfred Marie-Jeanne llança SMDE (Esquema Martiniquès de Desenvolupament Econòmic), dissenyat com una eina de desenvolupament per al futur de Martinica. Definit en una dinàmica global, aquest esquema permetrà afirmar les prioritats per al desenvolupament econòmic i a totes les àrees que contribueixin al desenvolupament econòmic de l'illa, com ara: Ocupació i Formació Professional - Medi Ambient, Ordenació del Territori i Desenvolupament Sostenible - Desenvolupament Recursos Naturals - La cooperació regional i internacional - Recerca i la Innovació.
A les eleccions legislatives franceses de 2007 va obtenir 26.673 vots (68,46%) i renovà el seu escó; fou el més votat als 13 municipis de la 4a Circumscripció. Asseu en el grup parlamentari de l'Esquerra Democràtica i Republicana.